# 梢球蚜属
梢球蚜属（学名：Cholodkovskya），又稱號球蚜屬，为球蚜科的一个属。

## 物种
本属包括以下物种：
- 落叶松梢球蚜 Cholodkovskya viridana Cholodkovsky, 1896  ≡ Adelges viridanus (Cholodkovsky, 1896)